# 작은구치습지쥐
작은구치습지쥐(Pelomys minor)는 쥐과에 속하는 설치류의 일종이다. 앙골라와 콩고민주공화국, 탄자니아에서 발견된다. 자연 서식지는 습윤 사바나 지역이다.

## 특징
꼬리 길이 100~131mm를 제외한 몸길이가 100~161mm인 작은 설치류다. 발 길이는 21~27mm이고 귀 길이는 13~16mm, 몸무게는 최대 56g이다. 등 쪽 털은 황금빛 노랑이지만 배 쪽은 희끄무레하거나 연한 갈색빛 노랑을 띤다.

## 생태
부분적인 수생 동물로 추정된다.

## 분포 및 서식지
콩고민주공화국 중부와 남서부, 동부 그리고 잠비아 북부, 탄자니아 서부, 앙골라 북동부 지역에 널리 분포한다. 해발 최대 2,160m 이하의 습윤 사바나 지대의 강 양쪽과 수목 한계선 계곡을 따라 키 큰 풀 속에 서식한다. 경작지에서 발견되기도 한다.